# Anticlericalism

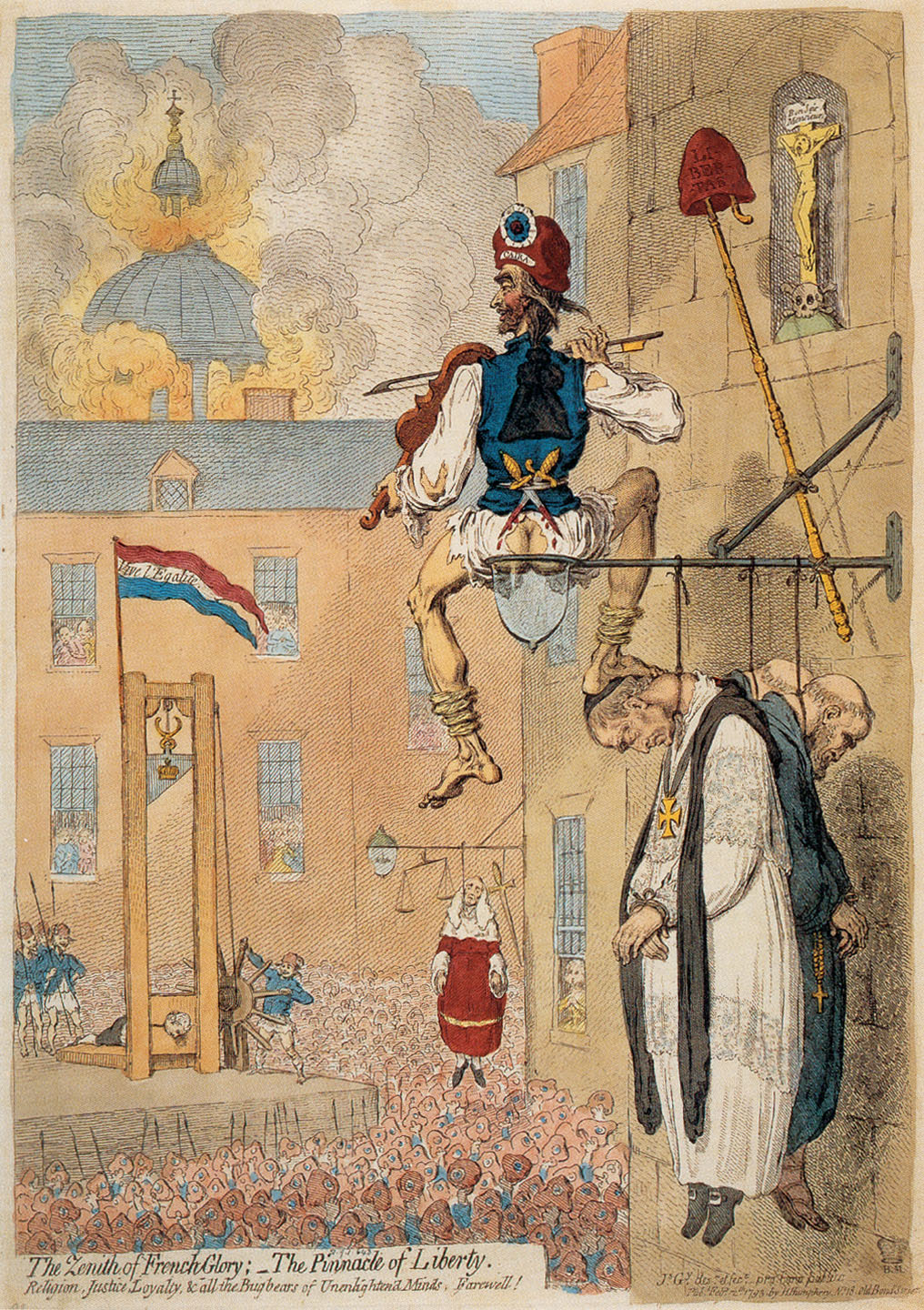
„Culmea libertății”, caricatură de James Gillray (1793)

Anticlericalismul este atitudinea ostilă clerului. Reforma protestantă a avut un accent anticlerical, după ce reformatorii au desființat taina preoției. O campanie anticlericală virulentă a avut loc în timpul Revoluției Franceze, în contextul descreștinării. Linia anticlericală a fost exportată pe parcursul secolului al XIX-lea din Franța și Portugalia în alte țări, inclusiv pe continentul american (în Mexic etc.).

## Galerie de imagini

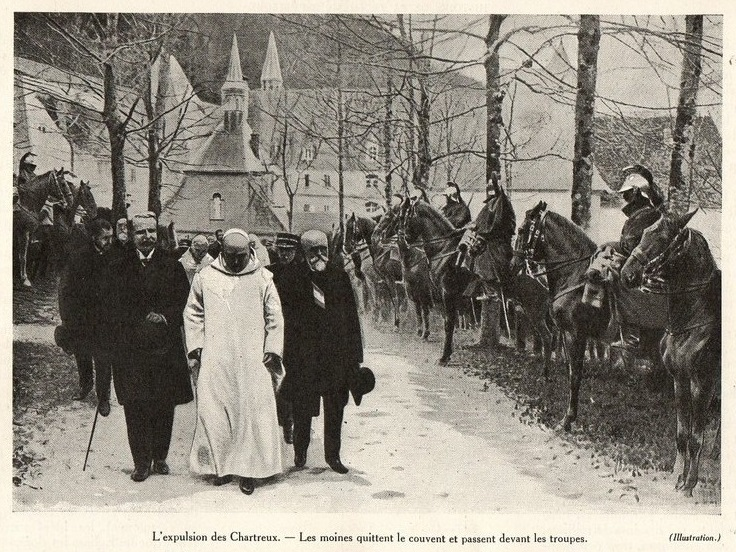
Expulzarea călugărilor din Grande Chartreuse⁠(en)[traduceți] (1903)
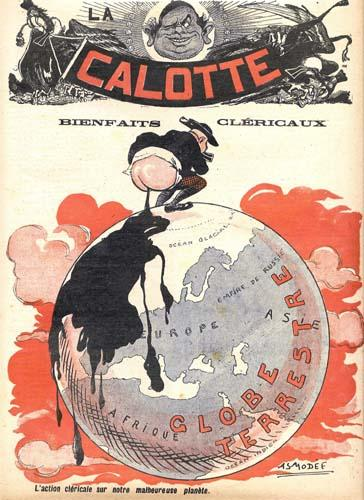
Caricatură anticlericală franceză (1908)
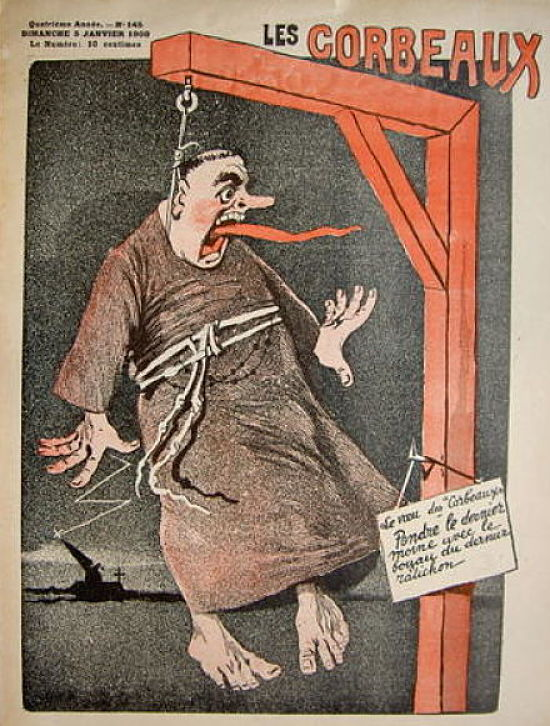
Caricatură anticlericală franceză (1908)
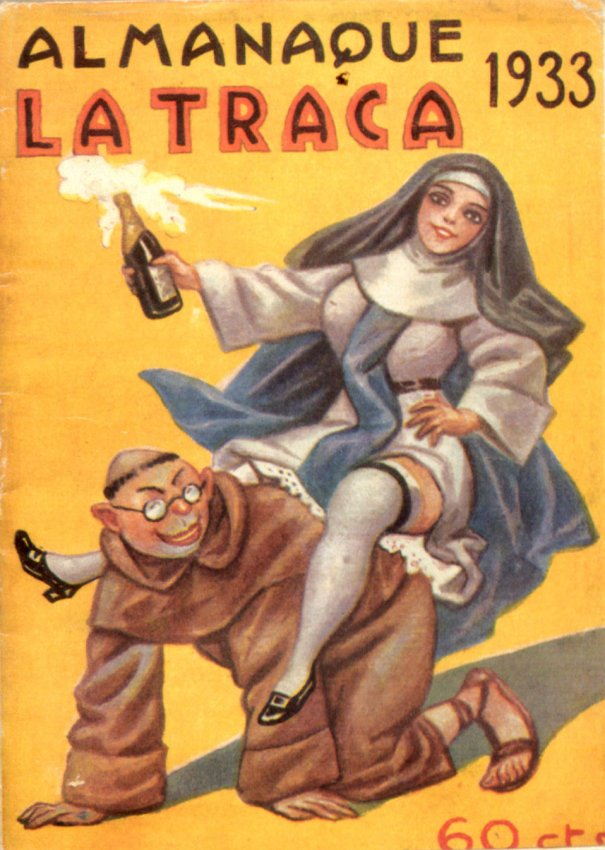
Caricatură anticlericală spaniolă (1933)